# Abbaye Saint-Jacques de Ratisbonne

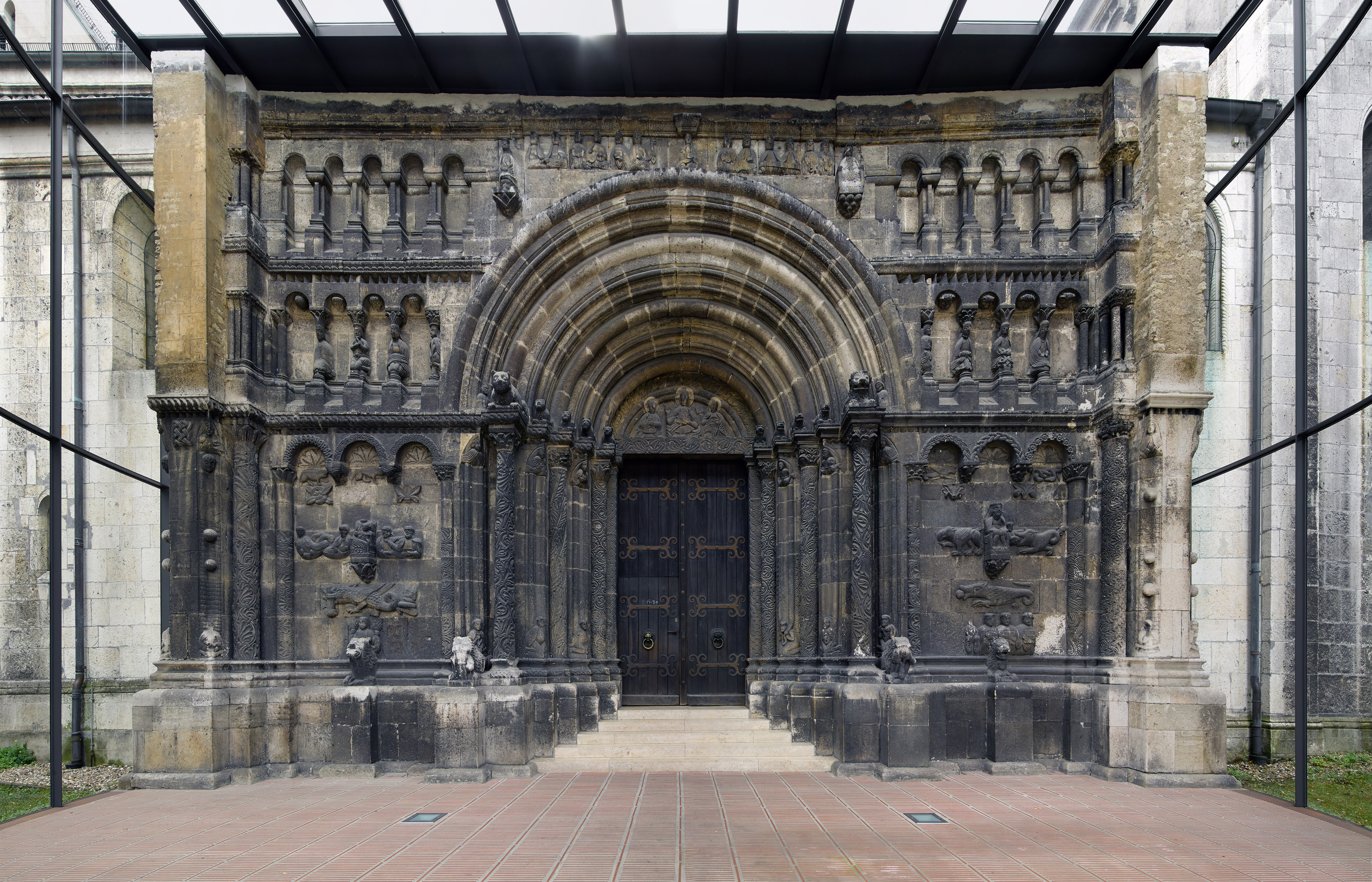
Portail Nord de l'église Saint-Jacques.

L'abbaye Saint-Jacques  (Schottenkloster St. Jakob), ou abbaye Saint-Jacques-des-Écossais, est une ancienne abbaye bénédictine de Ratisbonne en Bavière. C'est aujourd'hui le séminaire du diocèse de Ratisbonne .

## Histoire
L'abbaye de Ratisbonne a été fondée à la fin de la seconde et dernière vague des fondations de monastères de la part des moines irlandais dans l'occident européen à la fin du XIe siècle. C'est donc sur la route du pèlerinage de Rome que le moine Marianus Scottus et ses disciples construisent un petit monastère vers 1070 placé sous le vocable de saint Pierre. Comme le monastère devient rapidement trop petit devant l'afflux de vocations, un monastère plus grand est construit vers 1110 en dehors des remparts à l'ouest. Il est dédié à saint Jacques et à sainte Gertrude et reçoit la protection du burgrave Othon de Ratisbonne et les dons des citoyens. 
Ce monastère fonde à son tour d'autres monastères organisés aussi par des bénédictins irlandais.
- Abbaye des Écossais d'Erfurt (vers 1136)
- Abbaye des Écossais de Wurtzbourg (1138)
- Abbaye Saint-Éloi de Nuremberg (1140)
- Abbaye des Écossais de Constance (1142)
- Abbaye des Écossais d'Eichstätt (1148-1149)
- Abbaye des Écossais de Vienne (1155-1156)
- Abbaye des Écossais de Memmingen (1178-1181)
- Abbaye des Écossais de Kiev (2de moitié du XIIe siècle)
- Abbaye des Écossais de Kelheim (1218?)
- Prieuré de Ross Carberry (1218?) en Irlande, qui recrute des novices pour les envoyer sur le continent.

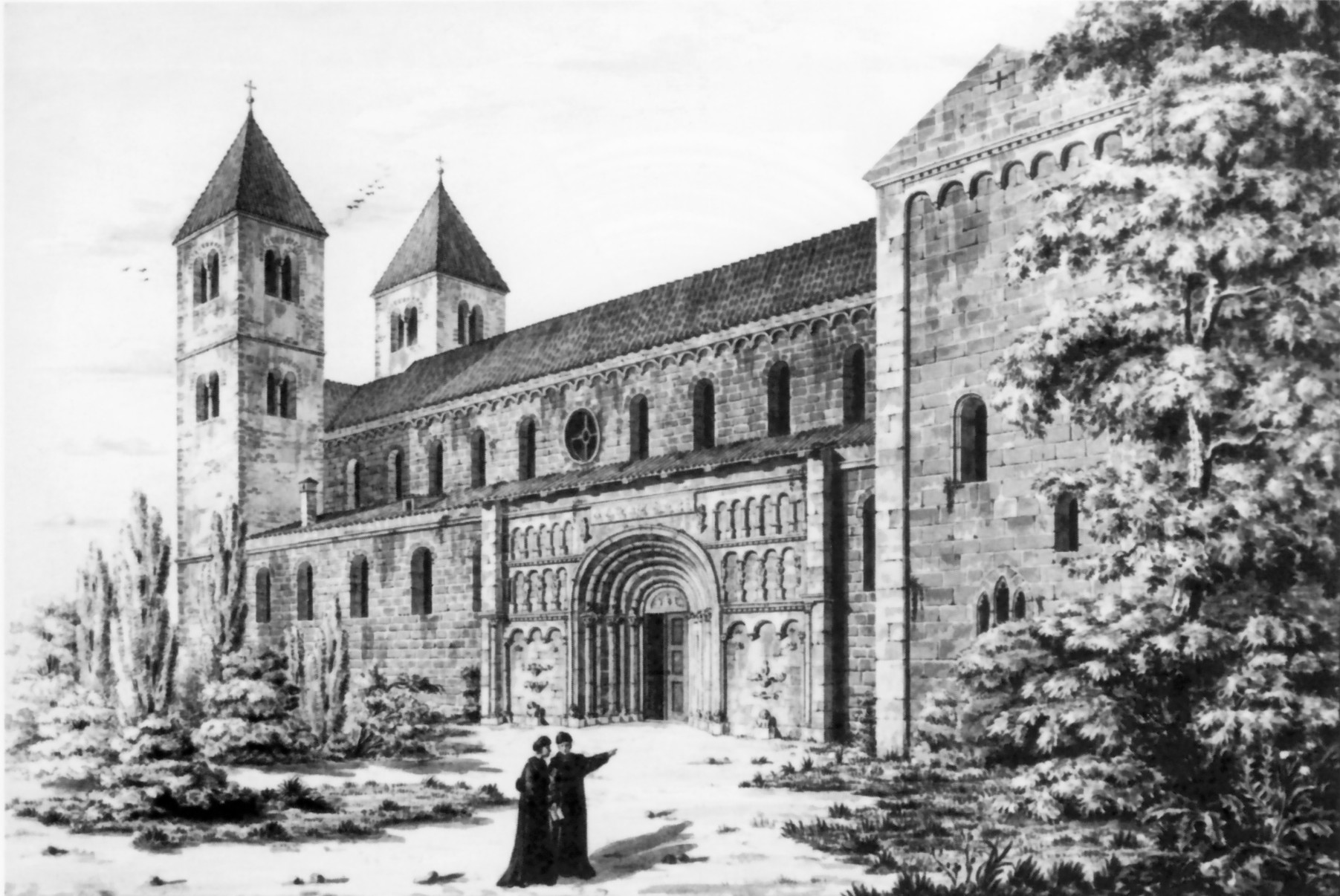
L'abbatiale en 1816.

Cette union de monastères était sous la direction de l'abbé de l'abbaye Saint-Jacques depuis le début du XIIIe siècle. Après la fermeture de tous ces monastères à cause de la Réforme, les abbayes de Ratisbonne, Erfurt et Wurtzbourg sont repeuplées par des bénédictins écossais à partir de 1515-1516. Le monastère de Ratisbonne sert désormais de maison de formation pour les prêtres écossais venus en Allemagne pour repartir ensuite à leurs risques et périls auprès des catholiques écossais restés fidèles. Ainsi c'est un vivier de formation pendant les trois siècles suivants, puisque les séminaires catholiques étaient fermés depuis la Réforme en Écosse. 
Contrairement aux abbayes d'Erfurt et de Wurtzbourg, qui ont été dissoutes au cours de la sécularisation de 1803 à la suite du recès d'Empire, l'abbaye Saint-Jacques est conservée après le passage de Ratisbonne au royaume de Bavière en 1810, en raison de son statut extraterritorial. Ce n'est qu'en 1862 que le monastère est dissous par le pape Pie IX sur l'insistance de l'évêque de Ratisbonne, Mgr de Senestrey, et remis au diocèse de Ratisbonne pour le transformer en séminaire diocésain. Après des rénovations entre 1866 et 1872, le séminaire s'installe dans les anciennes salles du monastère.

## Liste des abbés de Saint-Jacques
Liste incomplète 
- Ninian Winzet (1577-1592): confesseur de Marie Stuart et apologiste[5]
- Alexander Baillie (1646-1655): a sauvé le monastère, qui avait été affaibli numériquement et économiquement par la Guerre de Trente Ans, et menacé de dissolution par l'évêque de Ratisbonne
- Bernhard Bailli († 26 avril 1743): avant son élection, professeur à l'université de Salzbourg
- Placidus Fleming (1672-1720): nouvelle floraison de l'abbaye ; mise en place d'un séminaire pour former la jeunesse écossaise.
- Maurus Stuart, Dr. theol. et phil, professeur à l'université d'Erfurt († 13 décembre 1720), oncle de Bernard Stuart
- Gallus Leith († 18 octobre 1775)
- Benedikt Aburthnot (1737-1820): mathématicien et philosophe; a pu sauver le monastère de la menace de fermeture pendant la sécularisation de 1803.

## L'église et les bâtiments abbatiaux

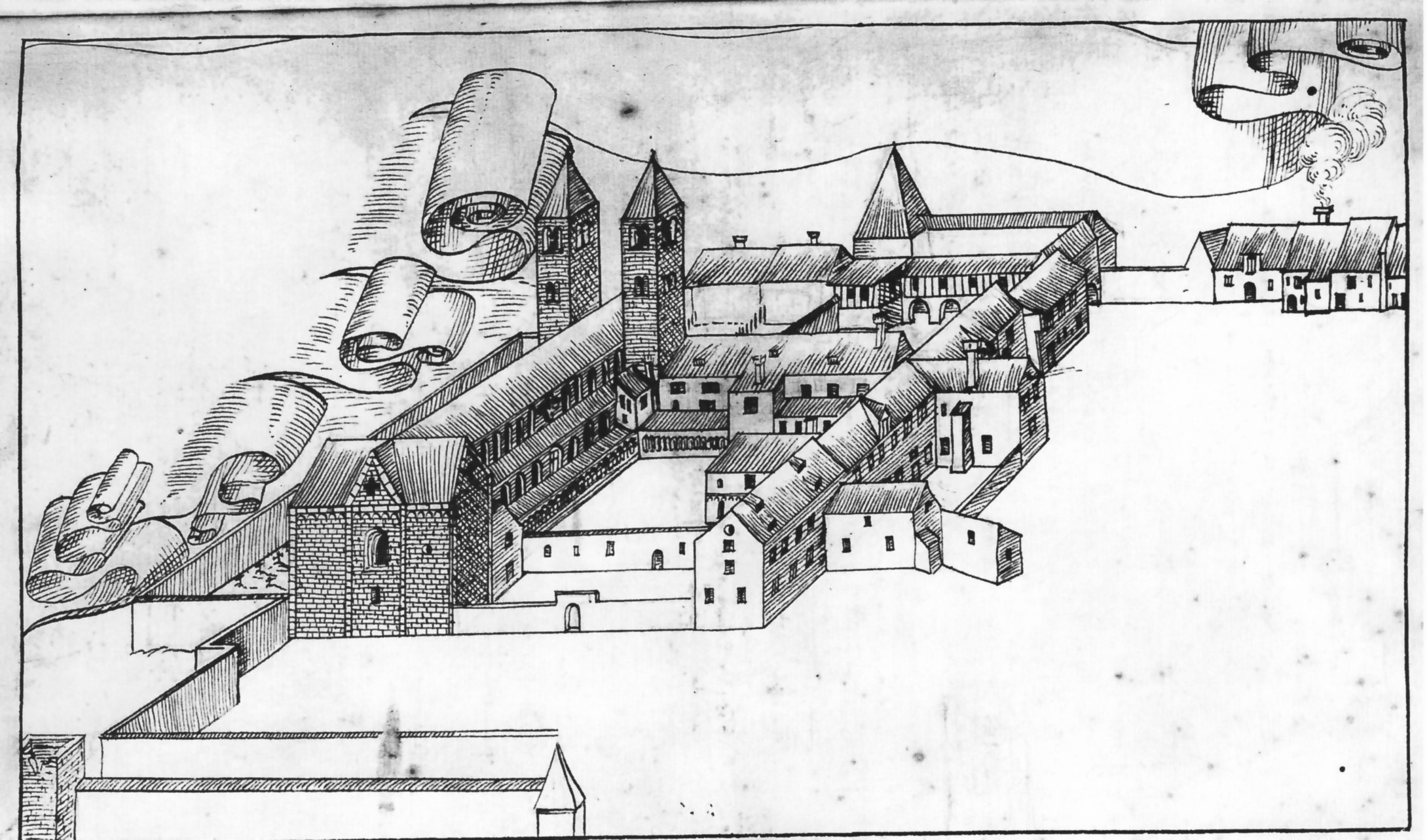
L'abbaye en 1640.

Le premier édifice de l'église est consacré en 1120, mais a bientôt dû être démoli et reconstruit à l'exception des deux tours et des absides latérales en raison de sa vétusté. On ne sait pas quand le nouvel édifice, utilisant la technique des murs en pierre de taille, a été achevé. De plan basilical à trois nefs avec transept ouest, presque inchangée à ce jour, cette église abbatiale est l'un des  édifices romans les plus importants du sud de l'Allemagne. Outre le haut niveau technique de la construction, les chapiteaux sculptés des piliers ronds de la nef centrale et du portail principal du côté Nord de l'église, richement décorés de sculptures figuratives et ornementales, sont remarquables. La refonte baroque de l'église à la fin du XVIIe siècle s'est limitée à la voûte des bas-côtés et à l'installation d'un plafond à caissons baroque dans la nef centrale. Après le passage du monastère au diocèse de Ratisbonne, l'église a été remaniée dans le goût de l'historicisme néo-roman. Cette restauration détermine à ce jour l'impression de grandeur de l'intérieur. 
Parmi les bâtiments du monastère de l'époque romane, seul le cloître au sud de l'église a survécu dans ses éléments de base. Les modifications ultérieures du gothique, du baroque et du XIXe siècle, à l'exception de quelques vestiges, montrent à peine sa forme d'origine. Sous l'abbé Gallus, l'aile Est qui borde la Bismarckplatz actuelle avec la porte extérieure et l'aile Ouest de l'ancien jardin du monastère ont été construites. Les bâtiments du monastère ont été fondamentalement reconstruits après 1862 pour les besoins du grand séminaire diocésain et agrandis à nouveau dans les années 1930 (réfectoire, chapelle de la maison et aile Sud).

## Foyer de science
L'étude des sciences, en particulier des sciences naturelles, a une longue tradition au Schottenkloster de Ratisbonne. Cela se reflète également dans le fait que les moines écossais de Ratisbonne ont eu une influence décisive sur la vie intellectuelle en Bavière au XVIIIe siècle et ont également été impliqués dans la fondation de l 'Académie bavaroise des sciences. En outre, les moines du monastère sont à plusieurs reprises - par exemple les abbés mentionnés ci-dessous Bernhard Bailli et Maurus Stuart - actifs comme professeurs dans les universités de Salzbourg et d'Erfurt.
- Bernard Stuart: physicien et enseignant d'architecture à l'Université de Salzbourg
- Andreas Gordon (1712-1751): professeur de philosophie à l'Université d'Erfurt
- Ildephons Kennedy (1720-1804): secrétaire de l'Académie bavaroise des sciences

## Source de la traduction
- (de) Cet article est partiellement ou en totalité issu de l’article de Wikipédia en allemand intitulé « Schottenkloster St. Jakob (Regensburg) » (voir la liste des auteurs).